# Psihologija
Psihologija je društvena znanost koja se bavi moždanim procesima i njihovim izražavanjem u ponašanju. Psihologija nastoji sustavnim empirijskim istraživanjima steći znanje o uzrocima i načinu ponašanja pojedinca, te o tome na koji način ljudi doživljavaju svijet u kojem žive. Među psihičke procese ubrajamo osjete, percepciju, pažnju, pamćenje, mišljenje, emocije i motivaciju.
Izraz "psihologija" je sastavnica koja potječe iz grčkog psiha  = duh, duša, život, um, dah i logos = govor, riječ, promišljanje, rasuđivanje. U doslovnom smislu, riječ psihologija znači promišljanje ili rasuđivanje o duhu ili duši. Pojam se, kao takav, prvi put spominje tijekom šesnaestog stoljeća, u djelima Philipa Melanchthona i u naslovu izgubljenog rada Marka Marulića - Psichiologia de ratione animae humanae.
Povijesno, psihologija je bila disciplina filozofije, iz koje se izdvojila 1879. godine osnivanjem prvog psihologijskog laboratorija u Leipzigu, pod vodstvom Wilhelma Wundta. Ovo je bio prvi laboratorij na svijetu koji se bavio originalnim istraživanjima i eksperimentima iz polja psihologije, iako je William James još 1875. održavao demonstracije i teorijska predavanja o psihologiji na Harvardovom sveučilištu.

## Discipline
Pod jedinstvenim imenom psihologija možemo naći mnoštvo povezanih disciplina. Neke od njih su:
- eksperimentalna psihologija – proučavanje reakcija čovjeka, u kontroliranim uvjetima, na namjerno inducirane podražaje, bilo fizičke, ili socijalne
- psihometrija – bavi se metodologijom i statističkom osnovom mjerenja psihičkih osobina pojedinca i grupe, te izradom i validacijom psihologijskih testova i upitnika
- socijalna psihologija – proučava ponašanje ljudi u grupama, ali i odnos pojedinca i grupe
- klinička psihologija – bavi se dijagnostikom i terapijom patoloških oblika ponašanja
- psihologija rada – jedna od grana u multidisciplinarnom pristupu ergonomije, proučava odnos pojedinca prema radu, te nastoji pronaći načine što boljeg prilagođavanja rada čovjeku
- psihologija životinja – istražuje ponašanje životinja u laboratorijskim i prirodnim uvjetima života, te veze između ljudskog i životinjskog ponašanja
- psihologija sporta – opisuje socijalne i emocionalne uvjete s kojima se susreću sportaši (najčešće profesionalni) prilikom obavljanja svojih aktivnosti, te pomaže u optimizaciji istih
- biološka psihologija i neuropsihologija – grane multidisciplinarnog pristupa neuroznanosti koje istražuju organske osnove psihičkih procesa i ponašanja
- organizacijska psihologija – istražuje procese povezane sa psihičkim životom u organizacijama
- psihologija komunikacije – istraživanje utjecaja verbalne, paraverbalne i neverbalne komunikacije na ponašanje pojedinca i grupe
- forenzička psihologija – proučava ponašanje i motivaciju pojedinaca koji su u procesu krivičnog ili prekršajnog pravnog postupka
- vojna psihologija – bavi se specifičnim problemima vezanim uz ponašanje vojnika (npr. nošenje sa stresom u borbenoj situaciji, utjecaj zapovjedne strukture na pojedinca, itd.)
- kognitivna psihologija – proučava spoznajne i intelektualne funkcije i njihovu vezu s čovjekovim ponašanjem
- psihopovijest – znanost o psihološkim motivima povijesnih događanja[7]
- razvojna psihologija – opisuje utjecaj odrastanja (fizičkog i emocionalnog) i starenja na ponašanje
- dječja psihologija – grana razvojne i kliničke psihologije usmjerena na razdoblje od rođenja do kraja adolescencije, uz dodatni naglasak na dijagnostiku i tretman poteškoća u razvoju
- psihologija odgoja i obrazovanja – bavi se školskom problematikom i utjecajem odgojno-obrazovnog procesa na ponašanje učenika
- psihologija prodaje – jedna od grana u multidisciplinarnom pristupu marketinga, opisuje ponašanje i sklonosti ljudi prilikom kupnje i prodaje
- psihologija ličnosti – istraživanje karakteristika (tzv. crte ličnosti) kojima se može opisati cjelokupno djelovanje neke osobe

## Metode psihologije
Svaka znanost određena je metodama kojima se u istraživanju koristi. Kao empirijska znanost psihologija istražuje samo ono što se može opažati i provjeriti, a do spoznaja dolazi sustavnim istraživanjima. Glavne metode psihologijskog istraživanja su eksperiment te primjena testova i upitnika. Osim njih koriste se studija slučaja, samoopažanje, opažanje u prirodnim uvjetima i anketno ispitivanje.
1. Samoopažanje ili introspekcija
- sustavno opažanje vlastitih psihičkih procesa
- vrlo subjektivna metoda, ovisi o iskrenosti ispitanika
- ne možemo uvijek točno opisati što želimo zbog naše velike psihološke slojevitosti

2. Opažanje u prirodnim uvjetima
- opažanje isključivo ponašanja
- često se koristi u dječjoj psihologiji
- dugotrajna metoda koja je pod prevelikim utjecajem interpretacije promatrača

3. Anketa
- za ispitivanje javnog mnijenja i tržišta
- postupak kojim se prikupljaju i analiziraju izjave ljudi kako bismo dobili podatke o njihovim interesima, stavovima itd.
- uvijek je anonimna, s jasnim, kratkim i nedvosmislenim pitanjima
- važno je uzeti reprezentativni uzorak ispitanika
- intervju – vrsta ankete u kojoj se pitanja postavljaju usmenim putem

4. Studija slučaja
- može biti previše subjektivna
- dubinsko proučavanje pojedinca i njegovog slučaja

5. Eksperiment
- vrhunac znanstvene spoznaje
- postupak u kojem se u kontroliranim uvjetima namjerno izaziva neka pojava radi opažanja i mjerenja
- točno znamo uzrok i posljedicu
- dijelovi eksperimenta:
  - problem – pitanje koje traži odgovor
  - hipoteza – pretpostavljeni odgovor na problem, na kraju se ili potvrdi ili odbaci
  - zavisna varijabla – predmet proučavanja i mjerenja
  - nezavisna varijabla – varijabla koju namjerno unosimo u eksperiment i variramo da provjerimo utjecaj na zavisnu

6. Testovi i upitnici
- standardizirane mjere kojima se ispituju sposobnosti, karakteristike i vještine
- primjeri – Wechslerova skala inteligencije za odrasle (WAIS), Wechslerova skala inteligencije za djecu (WISC), Eysenckov upitnik ličnosti (EPQ), NEO-PI-R, itd.
- ovise o statističkim parametrima kako bi bili primjenjivi, prije svega o pouzdanosti i valjanosti

## Povijest psihologije

### Početak psihologije kao znanosti
Početkom psihologije se smatra osnivanje Wundtovog laboratorija u Leipzigu 1879. godine, iako je, četiri godine ranije, na Harvardu, William James održavao demonstracije i predavanja s temama iz psihologije. Wundtov pristup naziva se strukturalizam, jer je pokušao opisati pojedine dijelove svijesti, uglavnom kroz treniranje ispitanika u metodi samoopažanja. Jamesov pristup nazivamo funkcionalizam, s obzirom na to da je on ljudskom ponašanju i mentalnim procesima prišao s gledišta Darwinove teorije evolucije.

### Psihoanaliza i gestalt
Početkom dvadesetog stoljeća, u Europi, Freud je postao jedan od prvih zagovaratelja kliničke psihologije i postavio osnovne ideje o utjecaju ranog djetinjstva na sveukupni razvoj čovjeka, kroz svoj pristup psihoanalize. Osim njega, psiholozi gestalt škole su također bili utjecajni na njemačkom govornom području, sve do dolaska nacizma na vlast, kad većina bježi u SAD. Ovaj pristup je bio važan na polju istraživanja percepcije, a osnovni princip glasi "cjelina je više od zbroja dijelova" (npr. pjesma je perceptivni doživljaj harmonije, melodije i ritma, više od zbroja individualnih nota).

### Biheviorizam
Biheviorizam se, kao najutjecajnija psihologijska teorija prve polovice 20. stoljeća, razvija iz rada fiziologa Ivana Pavlova u Rusiji i, kasnije, kroz karijeru Johna B. Watsona i B.F. Skinnera u SAD-u. Ovo je pristup usmjeren isključivo na vidljiva i mjerljiva ponašanja, kojim se detaljno može opisati proces učenja. Centralne ideje u biheviorizmu su klasično i operantno uvjetovanje, kojima se opisuje povezivanje podražaja s određenim ponašanjima, te postepena promjena u tom ponašanju, koja je pokazatelj učenja.

### Kognitivizam
Kognitivizam je odgovor na izrazitu usmjerenost biheviorizma na ponašanje i istovremeno ignoriranje mentalnih procesa. U ovom pristupu se osim veze između podražaja i ponašanja, naglašava obrada informacija, tj. kognicija. Jedan od glavnih predstavnika kognitivizma je Noam Chomsky. U Europi su Wundtov strukturalizam i gestalt teorija već bili usmjereni na mentalne procese, te je stoga prijelaz na kognitivizam bio lakši, ali u SAD-u je utjecaj biheviorizma bio značajan i tek je ključno istraživanje Edward C. Tolmana, tijekom 1930.-ih i 40.-ih godina, pokrenulo taj prijelaz. Tolman je dokazao da štakori mogu naučiti put kroz kompliciran labirint bez potrebe da inicijalno dobiju hranu kao nagradu na kraju. Ovime je dokazan mentalni proces latentnog učenja, odnosno stvaranje kognitivne prostorne mape u pamćenju štakora.

### Humanizam
U SAD-u se, 1930.-ih i 40.-ih godina, također razvija humanizam, uglavnom na polju kliničke psihologije. On je bio odgovor na pesimističan pogled koji je na ljudsku vrstu imala Freudova psihoanaliza i redukcionizam kojeg je iskazivala bihevioristička psihologija. U radovima Abrahama Maslowa i Carla Rogersa naglašava se slobodna volja, izbor, usmjerenost ponašanja, samopoštovanje, itd. Oni smatraju da je ljudsko djelovanje više od jednostavnog reagiranja na podražaje ili robovanja nesvjesnom, te da ima cilj koji svatko za sebe može odabrati. Jedna popularna, iako istraživanjima slabo potvrđena, hipoteza koju promovira Maslow je tzv. hijerarhija potreba. Potrebe dijeli na fiziološke, sigurnosne, socijalne, potrebe za poštovanjem i samoaktualizaciju, koja predstavlja prije spomenuto individualno ostvarenje ciljeva i mogućnosti pojedinca.

### Multikulturalna psihologija
Zbog izrazitog utjecaja američke i europskih kultura na razvoj psihologije, sustavno je došlo do određenih grešaka u pristupu ljudskom ponašanju, zbog čega se neke od psihologijskih teorija ne mogu primijeniti na sve ljude. Noviji pristupi (od 1990.-ih) pokušavaju to ispraviti, te je kulturalni utjecaj na ponašanje sve češća varijabla u istraživanjima, od jednostavnih reakcija do crta ličnosti. Ovaj pristup nazivamo multikulturalna psihologija i komplementaran je s prethodnima, tj. pokušava postojeća znanja proširiti i prilagoditi na što je moguće veću populaciju ljudi.

### Povijest hrvatske psihologije
Ramiro Bujas je 1920. godine osnovao naš prvi laboratorij eksperimentalne psihologije pri Medicinskom Fakultetu Sveučilišta u Zagrebu, a 1929. Katedru za psihologiju, na Filozofskom fakultetu u Zagrebu. Radovi kojima je posvetio najviše pažnje odnose se na psihogalvanski fenomen, tj. elektrodermalnu reakciju tijekom emocionalnih doživljaja, proučavanje procesa ispitivanja i ocjenjivanja učenika (dokimologiju) i čitljivost tiskanih slova, riječi i teksta.
Osam godina prije Bujasa, Elza Kučera provodila je prve eksperimente s područja psihologije u Hrvatskoj. Rad na ispitivanjima Fereovog efekta (vrsta elektrodermalne reakcije) obavljala je najvjerojatnije iz svog stana, u kojem je uspostavila jednostavan laboratorij 1912. godine. Dvije godine kasnije je u Nastavnom vjesniku objavila rad „Psihogalvanska refleksna pojava prema svome značenju za psihologiju čuvstava“, u kojem zaključno raspravlja o mogućoj upotrebi tog refleksa u kliničkoj praksi te kriminalistici.
Nakon Ramira Bujasa, njegov sin Zoran Bujas je postao jedna od ključnih osoba psihologije u Hrvatskoj. Imao je plodnu istraživačku karijeru, a glavno područje interesa mu je bila psihofizika i psihofiziologija, pogotovo eksperimenti vezani uz osjet okusa. Čak 54 objavljena rada se bave okusom, a još dodatnih 22 drugim temama iz eksperimentalne psihologije. Bio je svjetski znan stručnjak na tom polju što je vidljivo iz više znanstvenih članaka objavljenih u međunarodnim časopisima i autorstvu poglavlja "Electrical Taste" u priručniku "Handbook of Sensory Physiology".

## Psihoterapija

### Psihoanaliza
Teorija i metode dubinske psihologije koju je početkom 20. st. utemeljio Sigmund Freud kako bi objasnio duševne procese, ali i nastajanje i liječenje psiholoških poremećaja. Predstavlja teorijski skup koji se temelji na dvije postavke:
- 1. Psihoanalitička teorija ličnosti

Psiha čovjeka je prema Freudu podijeljena u tri područja (instance): Id, Ego i Superego. Id predstavlja iskonske biološke, animalističke nagone čovjeka koji nestaju poslije njihova zadovoljavanja. Superego predstavlja moralne, etičke vrijednosti i norme društva, odnosno ima funkciju savjesti osobnosti. Ego je posrednik između Ida i Superega. On je središnja instanca odlučivanja koja pokušava uskladiti potrebe Ida s preduvjetima Superega.
- 2. Psihoanalitička razvojna psihologija

Osnova razvoja u psihoanalizi je razvoj libida (seksualnog nagona). Prema Freudovom konceptu, ovisno o dobnoj razini, libido obilježava različite regije tijela djeteta:
- oralna faza (prva godina života) – tijekom tog razdoblja usta su centar tjelesnog uzbuđenja ili napetosti,
- analna faza (druga do treća godina života)- izražava fiksaciju na analnu fazu i odnosi se prema svijetu putem želje za upravljanjem i moći,
- falusna faza (četvrta do šesta godina) – tijekom te faze postoji privlačnost prema roditelju suprotnoga spola, a uzbuđenja i napetosti su usredotočene na genitalije,
- latentna faza (sedma do deseta godina) – nastaje smanjenje seksualnih nagona i interesa,
- genitalna faza (od jedanaeste godine) – faza povezana s početkom puberteta.
Kao moguće krize ili problemi unutar psihoseksualnog razvoja, tzv. fiksacije, mogu se javiti Edipov kompleks, Elektrin kompleks ili zavist na penisu. Prema Sigmundu Freudu nesvjesni psihički procesi (prije svega oni koji potječu iz djetinjstva) mogu znatno utjecati na pojavu psihičkih poremećaja, kao što su neuroze. Procesi koji potječu iz djetinjstva podliježu mehanizmu potiskivanja i tjedno bi se tijekom trajanja psihoanalitičke terapije trebali izazvati i ponovno proživjeti, kako bi se u odrasloj dobi mogli svladati. Pacijent tijekom seanse treba izgovoriti sve što mu padne na pamet (slobodna asocijacija). Važni elementi psihoanalize su prenošenje i tumačenje snova. Klasično psihoanalitičko liječenje traje nekoliko godina. Psihoanalitičke škole koje i danas još postoje djelomično se, a ponekad i znatno, razlikuju jedna od druge. Tako postoje oblici liječenja kao što je skraćena psihoanalitička terapija ili fokalna terapija. Liječenju djece i mladih prilagođena su načela dječje analize Anne Freud i Melanie Klein. Dječja psihoanaliza primjenjuje se primjerice kod depresije i opsesivne neuroze.

### Kognitivno-bihevioralna terapija
Ovom se terapijom pokušava doći do misli koje su u osnovi ponašanja i navika, a učenjem konstruktivnijih oblika ponašanja postiže se promjena i poboljšanje situacije klijenta. Koristi se u terapiji širokog spektra kliničke problematike, a primjeri su: ovisnosti, fobije, anksioznost, depresija, bipolarni poremećaj, problemi sa stresom, panični napadi, itd. Kognitivno-bihevioralna terapija (engl. skraćenica: CBT) ima nekoliko pristupa:
- 1. Kognitivna terapija pronalazi i pokušava ispraviti nekonstruktivne i intruzivne misli, ponašanja i emocionalne reakcije.
- 2. Dijalektička bihevioralna terapija uključuje strategije emocionalne regulacije i osjetljivosti prilikom promjene ponašanja.
- 3. Multimodalna terapija se bavi sa sedam modaliteta koje smatra ključnima u tretiranju psiholoških problema - ponašanje, afekt, osjeti, mašta, kognicija, međuljudski čimbenici i droge/biološki čimbenici.
- 4. Racionalna i emotivna bihevioralna terapija (REBT) kojom se pokušavaju identificirati iracionalni uzorci mišljenja, navesti klijenta da im se aktivno suprotstavi, i naučiti ga kako ih prepoznati u budućnosti.

### Grupna terapija
Kako joj i samo ime govori, ovaj oblik terapije uključuje jednog ili više terapeuta koji istovremeno rade s dvoje ili više klijenata. Ponekad se koristi samostalno, ali je uglavnom u kombinaciji s nekim oblikom individualne terapije i/ili psihofarmakološkim liječenjem. Irvin D. Yalom navodi sljedeće principe grupne terapije:
- unošenje nade u život klijenta
- univerzalnost - ljudi sa sličnim problemima sudjeluju u terapiji te tako vide da nisu sami
- informiranost - klijenti međusobno dijele podatke koji su primjenjivi na većinu ili sve njih
- altruizam - dijeljenje problema s drugima može dovesti do povećanja samopouzdanja
- korektivna vrijednost grupe - terapijska grupa je slična obiteljskoj
- razvoj tehnika socijalizacije
- imitativno ponašanje - modeliranje ponašanja prema drugim članovima grupe
- interpersonalno učenje - bolje razumijevanje sebe iz razgovora i povratnih informacija s drugima
- grupna kohezija
- katarza - grupni razgovor o emocijama i doživljajima umanjuje stres
- egzistencijalistički čimbenici - razvijanje odgovornosti za vlastite emocije, odabire, ponašanje, itd.

## Psihologija i druge discipline

### Psihologija i psihijatrija
Najveća sličnost između psihologije i psihijatrije je na području kliničke psihologije. Ove dvije discipline nisu istovjetne, već komplementarne. Razlikuju se u obrazovanju, s obzirom na to da kliničkim psihologom postaje osoba koja se specijalizira nakon studija psihologije, dok psihijatrom postaje osoba koja tu specijalizaciju odabere nakon studija medicine. Klinički psiholozi rade u dijagnostici poremećaja i problema u ponašanju, uglavnom kroz upotrebu testova, upitnika i intervjua, a također i u terapiji kroz neke od metoda koje ne uključuju psihofarmake. Psihijatri, osim dijagnostike, rade na terapiji kroz metode koje mogu, iako ne uvijek, uključivati psihofarmake te su jedini koji ih mogu propisivati.

### Psihologija i neurologija
Ove dvije znanosti su srodne, pogotovo unutar grana biološke i neuropsihologije. Zajedno rade na pronalaženju anatomskih i fizioloških osnova mentalnih procesa, pogotovo u polju organskih ozljeda mozga i tretmana istih. Dok je neurologija grana medicine i usmjerena na fiziološki opis psiholoških problema, neuropsihologija ima donekle obrnut, ali u potpunosti komplementaran pristup, koji polazi od ponašanja čije uzroke pronalazi u fiziologiji mozga. I jedna i druga grana su dio multidisciplinarnog pristupa neuroznanosti, koja je vrlo plodan spoj medicine, matematičkog modeliranja, informacijskih znanosti i psihologije, što je i vidljivo po velikom broju znanstvenih časopisa (i članaka objavljenih u njima) posvećenih neuroznanstvenoj tematici.

### Psihologija i filozofija
Filozofija je, tijekom povijesti, bila krovna disciplina za sve moderne znanosti. Neke su se od nje odvojile relativno rano, poput matematike, ali društvene znanosti su bile dio filozofskog diskursa sve do 19. stoljeća, uključujući psihologiju. Utjecaj filozofije na psihologiju je još vidljiv, npr. stoicizam i Sokratički dijalog su slični osnovama mnogih terapeutskih pristupa, poput kognitivno-bihevioralne terapije. Ono što je zanimljivo je da su psiholozi ustanovili utjecaj ličnosti pojedinca prilikom rezoniranja o filozofskoj tematici, tj. postoje dokazi da je pristup tradicionalno filozofskim temama, poput pitanja slobodne volje, pod utjecajem individualnog temperamenta i ličnosti.

## Psihologijski testovi i upitnici
Testovi i upitnici su mjerni instrumenti kojima se mjeri određena karakteristika, vještina ili sposobnost osobe. U psihologiji su to psihičke osobine - emocije, sklonosti, motivacija, inteligencija, itd. Najpoznatiji su testovi inteligencije, kojima pokušavamo odrediti razinu (izraženu opisno ili brojkom) naše mentalne efikasnosti. Ako je odredimo brojčano, dobit ćemo kvocijent inteligencije (IQ). Inteligencija je u većem dijelu 20. stoljeća smatrana fiksnom i urođenom, ali novija istraživanja su pokazala da i mnogi okolinski faktori mogu utjecati na uspješnost rješavanja testova. Jedan od takvih faktora je upoznatost i izloženost stereotipima o vlastitoj grupi, tzv. stereotipna prijetnja.

## Problemi u psihologiji

### Teorijski problemi
Kako je vidljivo iz navedenih teorijskih pristupa i mnogobrojnosti grana psihologije, ne postoji ujedinjena teorija ponašanja. Dileme između urođenosti ili naučenosti ponašanja te između biheviorizma i kognitivizma, okarakterizirale su prvu polovicu postojanja ove znanosti, a još uvijek nisu dorečene. Dio ovog problema je uočljiv i u samom načinu obrazovanja psihologa, s obzirom na to da kroz isti program prolaze studenti koji će kasnije raditi na fundamentalnim istraživanjima i oni koji će svoju karijeru odraditi unutar neke primijenjene grane psihologije. Ne postoji specijalizacija od početka, kakvu npr. fizika ima u odnosu na inženjerstvo.

### Primjenjivost rezultata
Također je tu i prije spomenuti problem primjenjivosti rezultata istraživanja na sveukupnu populaciju ljudske vrste, koji je u polju multikulturalne psihologije tek u početnim fazama rješavanja. Čak i jednostavne aktivnosti, poput fizioloških reakcija zjenice oka tijekom ronjenja, imaju različite rezultate ovisno o kulturi i navikama ljudi, tako da je ovo polje psihologije jedno od onih koje će značajno utjecati na univerzalnost primjene mnogih postojećih teorija i metoda. Gledano sa statističke strane, ovo je prije svega problem valjanosti.

### Ponovljivost istraživanja
Ponovljivost, ili replikabilnost, nekog istraživanja znači da ćemo, bez obzira koliko puta ga provedemo, uvijek dobiti iste ili vrlo slične rezultate. Istraživanje provedeno 2015. godine, kojim se pokušalo ponoviti rezultate iz 100 različitih studija, dovelo je do replikacije tek nešto više od trećine. Ovo je dodatno dovelo u fokus problem poznat još od 1970.-ih godina zbog kojeg mnoga psihologijska istraživanja, nakon dobivanja statistički značajnog rezultata, ne bivaju ponavljana. Manjak statističke značajnosti se često uzima kao razlog nemogućnosti publikacije istraživanja, ili čak gubljenja financijske potpore za daljnji rad.

### Etički problemi
Kroz intervjue, testiranja i istraživanja psiholozi mogu doći do privatnih i osjetljivih informacija o ispitanicima i klijentima. Zbog toga se moraju odnositi s posebnom odgovornošću prema osobnim podacima, vodeći računa kako će se koristiti, tko ima pristup podacima i sprječavanje neodgovorne uporabe istih. Svaka interakcija psihologa s drugim ljudima podliježe pravilima profesionalne etike, te je kažnjiva u slučaju zlouporabe. Osobe koje nisu kvalificirane za interpretaciju testova, osim što ugrožavaju privatnost testirane osobe, svojom nestručnošću mu mogu i naškoditi. Kulturalno ili socijalno pristrani testovi mogu neke osobe staviti u nepovoljniji položaj, stoga je bitna svjesnost i osjetljivost na takve probleme.

## Unutarnje poveznice
- suvremeni psiholozi

## Vanjske poveznice
- Psihologija, hrvatska enciklopedija
- Znanstveni časopisi na hrvatskom jeziku u kojima izlaze članci psihologijske tematike